# Retrait du bois
Le retrait du bois est le phénomène selon lequel les dimensions d'une pièce de bois varient avec son taux d'humidité. On parle de retrait car le bois frais a des dimensions maximales.
En ce qui concerne le bois d'œuvre, ce phénomène a pour conséquence la nécessité de sécher le bois.

## Mise en évidence

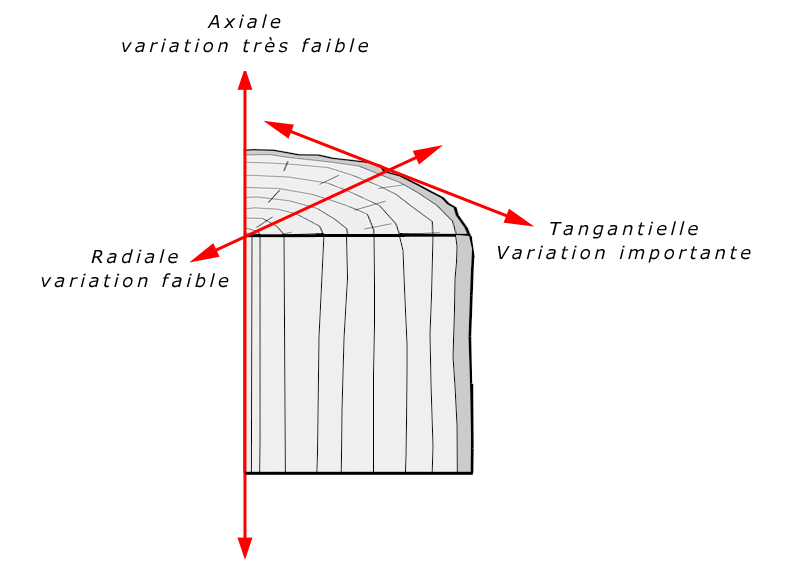
Schéma de la rétractabilité du bois

On constate un taux d'humidité en dessous duquel les dimensions du bois varient. Ce taux d'humidité est appelé « point de saturation des fibres ».
Le retrait du bois n'est cependant pas identique selon les différentes directions du bois : longitudinale (axe de l'arbre), radiale (de la moelle vers l'écorce), et tangentielle (tangente à l'écorce). Le retrait longitudinal est très faible par rapport aux deux autres (de l'ordre de grandeur de dix fois moindre, cette valeur variant en fonction des espèces).
L'intensité du retrait, ainsi que le point de saturation des fibres, dépendent essentiellement de l'espèce de l'arbre, bien qu'on observe une variabilité individuelle.

## Quantification
On définit la notion de retrait total, qui est le retrait du bois entre les états saturé et anhydre. Il peut s'agir du retrait dans une des dimensions, ou bien du retrait volumique.
On constate par ailleurs qu'en dessous du point de saturation, la valeur d'une dimension d'une pièce de bois est une fonction affine du taux d'humidité sur sec. Autrement dit, il existe {\displaystyle \alpha } tel que la longueur (ou une autre dimension) d'un pièce vaut {\displaystyle l=l_{0}+\alpha \times h}, où h est son taux d'humidité sur sec. On appelle alors {\displaystyle \alpha } le coefficient de retrait (longitudinal, radial ou tangentiel selon la dimension considérée).
Pour donner des ordres de grandeur, on peut indiquer que le point de saturation des fibres se situe autour de 30 % d'humidité sur sec. Le retrait longitudinal est souvent inférieur à 1 %, les retraits radial et tangentiel se situent autour de 10 %. Le coefficient de retrait longitudinal vaut environ 0,01 %/%, les coefficients radial et tangentiel environ 0,3 %/%.
Les retraits radiaux et tangentiels sont souvent différents. On trouve aussi bien des bois dans lesquels le retrait radial est plus important que le contraire.

## Approche physiologique
On peut considérer que l'eau dans le bois est de deux « types » : l'eau « libre », qui se situe dans les vides du bois (lumière des fibres, vaisseaux, trachéides), et l'eau « liée » qui est imprégnée dans la cellulose des fibres. Quand le bois sèche, c'est essentiellement l'eau libre qui part d'abord. Le séchage se passe alors sans variation dimensionnelle.
Quand toute l'eau libre a quitté le bois, on a atteint le point de saturation des fibres : toute l'eau est contenue dans les fibres, lesquelles sont saturées.
Si le séchage continue, de l'eau quitte les fibres, qui se rétractent alors (le phénomène est identique au séchage d'une éponge).
Dans la réalité, l'eau liée commence à quitter le bois avant que toute l'eau libre l'ait quitté, mais l'approche présentée ci-dessus déforme peu la réalité.